# Dobbeltalbum
Et dobbeltalbum er betegnelsen for et sammenhængende sæt af to album. Betegnelsen bruges især om lp-plader og cd 'er. 

## Historie
Begrundelsen for at udgive dobbeltalbum var oprindeligt, at man havde mere materiale, end der var plads til på et enkelt album. Lp'erne havde således højst plads til ca. 30 minutter på hver side. Det første dobbeltalbum udkom i 1950 og var Benny Goodman Live at Carnegie Hall (som var optaget tilbage i 1938), og her havde man således meget mere end en times optagelser, hvorfor løsningen var at udgive to selvstændige lp'er i ét pladeomslag. 
I midten af 1960'erne begyndte nogle af de betydningsfulde navne på rockscenen, så som Bob Dylan, Beatles og The Mothers of Invention at lave dobbeltalbum, og begrebet blev derfor snart mere udbredt. Nogle af kunstnerne havde en ide med at udgive musikken på et dobbeltalbum – det gjaldt for eksempel The Who, der i starten af 1970'erne udgav to rockmusicals, hvor musikken udgjorde et sammenhængende forløb. 
Mange dobbeltalbum er imidlertid live-optagelser, hvor man – i lighed med Benny Goodman-eksemplet – gerne ville udsende en hel koncert. En anden variant er opsamlingsalbums, hvor de største succeser for en kunstner fylder mere end ét album.

Hvis et sæt består af tre plader, kan det betegnes som et tripelalbum eller som et bokssæt, der også bruges om sæt bestående af mere end tre album.

## Kendte dobbeltalbum
De følgende er alle dobbeltlp’er, med mindre andet er angivet. 

### Studiealbum
- 2Pac: All Eyez on Me
- Beatles: The White Album
- The Clash: London Calling
- Cream: Wheels of Fire
- Derek and the Dominos: Layla and Other Assorted Love Songs
- Bob Dylan: Blonde on Blonde (det første rock-dobbeltalbum)
- Frankie Goes To Hollywood: Welcome to the Pleasuredome
- Jimi Hendrix: Electric Ladyland
- Michael Jackson: HIStory
- Elton John: Goodbye Yellow Brick Road
- Outkast: Speakerboxxx/The Love Below (dobbelt-cd)
- Pink Floyd: Ummagumma
- Pink Floyd: The Wall
- Prince: 1999
- Rolling Stones: Exile on Main St.
- Carlos Santana: The Swing of Delight
- Bruce Springsteen: The River
- Talking Heads: The Name of This Band Is Talking Heads
- U2: Rattle and Hum
- The Who: Tommy
- Stevie Wonder: Songs in the Key of Life (dobbelt-lp + 7")
- Frank Zappa & The Mothers of Invention: Freak Out!
- Frank Zappa and the Mothers of Invention: Sheik Yerbouti

### Livealbum
- Allman Brothers Band: Live at Fillmore East
- Beach Boys: The Beach Boys in Concert
- David Bowie: David Live
- Creedence Clearwater Revival: Live in Europe
- Deep Purple: Made in Japan
- The Doors: Absolutely Live
- Bob Dylan: Bob Dylan at Budokan
- Grateful Dead: Live/Dead
- Janis Joplin: Joplin in Concert
- Kiss: Alive!
- Bob Marley: Babylon By Bus
- Queen: Live Killers
- Ramones: It's Alive
- Rolling Stones: Love You Live
- Simon and Garfunkel: The Concert in Central Park
- Velvet Underground: 1969: The Velvet Underground Live
- Neil Young and Crazy Horse: Live Rust

### Danske dobbeltalbum
- Bifrost: Til en sigøjner
- Gasolin': Gasolin' - Live sådan